# Crisis (1950)
Crisis is een Amerikaanse dramafilm uit 1950 onder regie van Richard Brooks. Het scenario is gebaseerd op de novelle The Doubters van de Engelstalige Hongaarse auteur George Tabori.

## Verhaal
De hersenchirurg Eugene Ferguson en zijn vrouw Helen zijn op vakantie in Latijns-Amerika getuige van een opstand tegen dictator Raoul Farrago. Ze worden opgepakt door kolonel Adragon en naar het presidentieel paleis geleid. De dictator blijkt een hersentumor te hebben en hij wil dat dokter Ferguson hem ogenblikkelijk opereert. Dan verschijnt rebellenleider Roland Gonzales ineens op het toneel.

## Rolverdeling
| Acteur         | Personage                   |
| -------------- | --------------------------- |
| Cary Grant     | Dr. Eugene Norland Ferguson |
| José Ferrer    | Raoul Farrago               |
| Paula Raymond  | Helen Ferguson              |
| Signe Hasso    | Isabel Farrago              |
| Ramón Novarro  | Kolonel Adragon             |
| Gilbert Roland | Roland Gonzales             |
| Leon Ames      | Sam Proctor                 |